# Centrodraco atrifilum
Centrodraco atrifilum is een straalvinnige vissensoort uit de familie van de pitvissen (Draconettidae). De wetenschappelijke naam van de soort is voor het eerst geldig gepubliceerd in 2010 door Fricke.